# 8-Bit Rebellion!
8-Bit Rebellion! é um MMORPG (e single player) baseado na banda norte-americana de Rock, Linkin Park. Foi lançado para iPod Touch, iPhone e iPad.  No jogo há uma uma música chamada "Blackbirds" que não esteve presente em nenhum álbum, e é destravada quando o jogador completa o jogo. Além de remixes de "In The End", "New Divide", "One Step Closer", "No More Sorrow", "Crawling" e "Hands Held High".